# Unisinos Porto Alegre
A Unisinos Porto Alegre é uma unidade da Universidade do Vale do Rio dos Sinos (Unisinos), localizada na cidade brasileira de  Porto Alegre, capital do estado do Rio Grande do Sul. Trata-se de uma instituição de ensino privada e Jesuíta.
O primeiro movimento da universidade em Porto Alegre foi com a criação da Escola de Design em 2006. Após, em 2010, a Unisinos se instalou de vez na capital gaúcha, quando, com o objetivo de ampliar a sua área de atuação, firmou uma parceria junto ao Colégio Anchieta, que disponibilizou parte de sua estrutura para a universidade. Em 2013, porém, a Escola de Design deu lugar ao movimento que organiza os seus campos do conhecimento em escolas de Humanidades, Saúde, Indústria Criativa: Comunicação, Design e Linguagens, Direito, Gestão e Negócios e Politécnica. 
Em 2014, foi anunciado a construção de um novo prédio acadêmico na Zona Norte de Porto Alegre, que servirá para ampliar a atuação da Universidade na capital Gaúcha. A estrutura contará com oito andares, um teatro e terá capacidade para atender cerca de 8 mil alunos. A conclusão está prevista para o segundo semestre de 2017.

## Estrutura

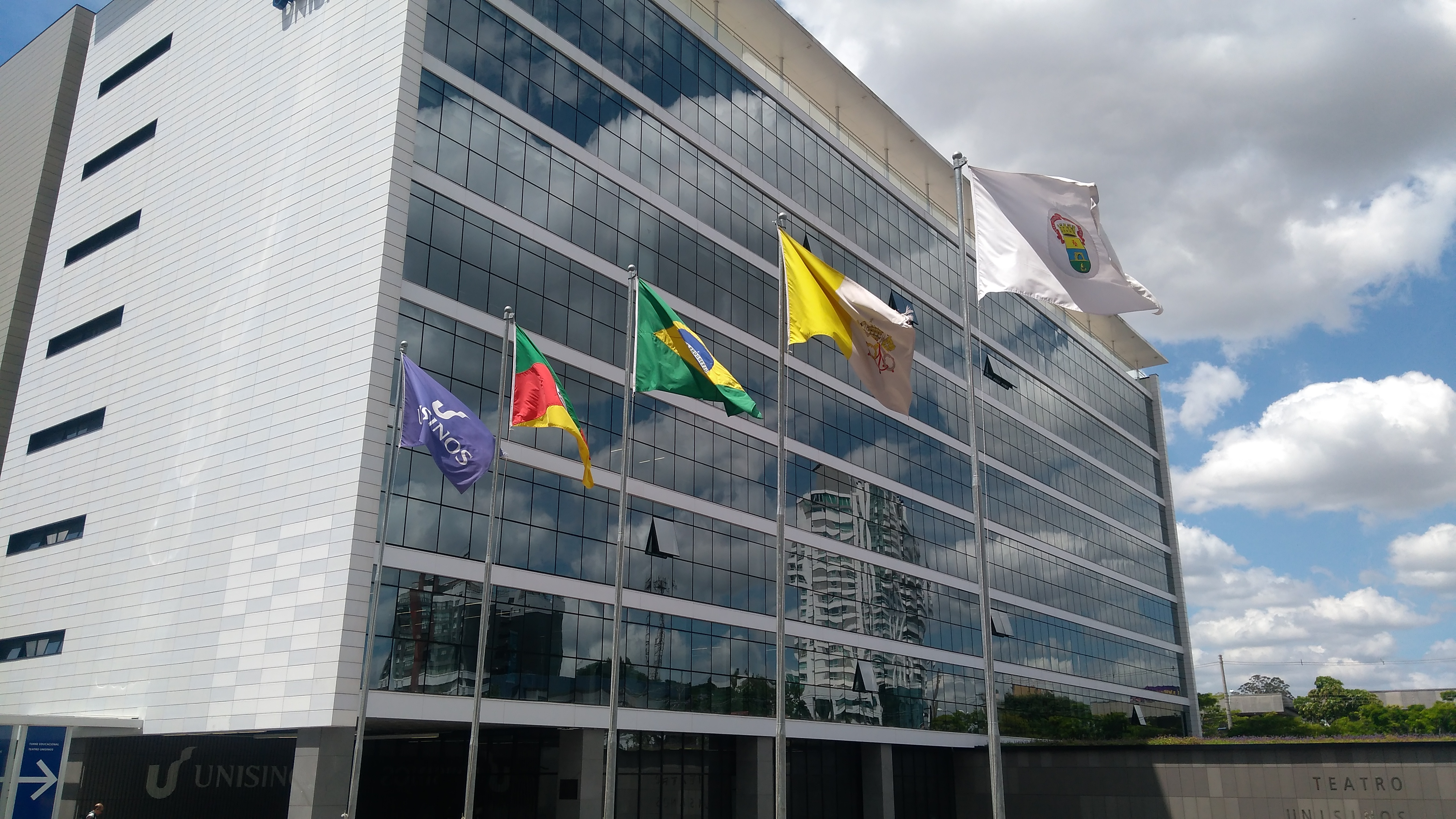
Fachada do prédio da universidade

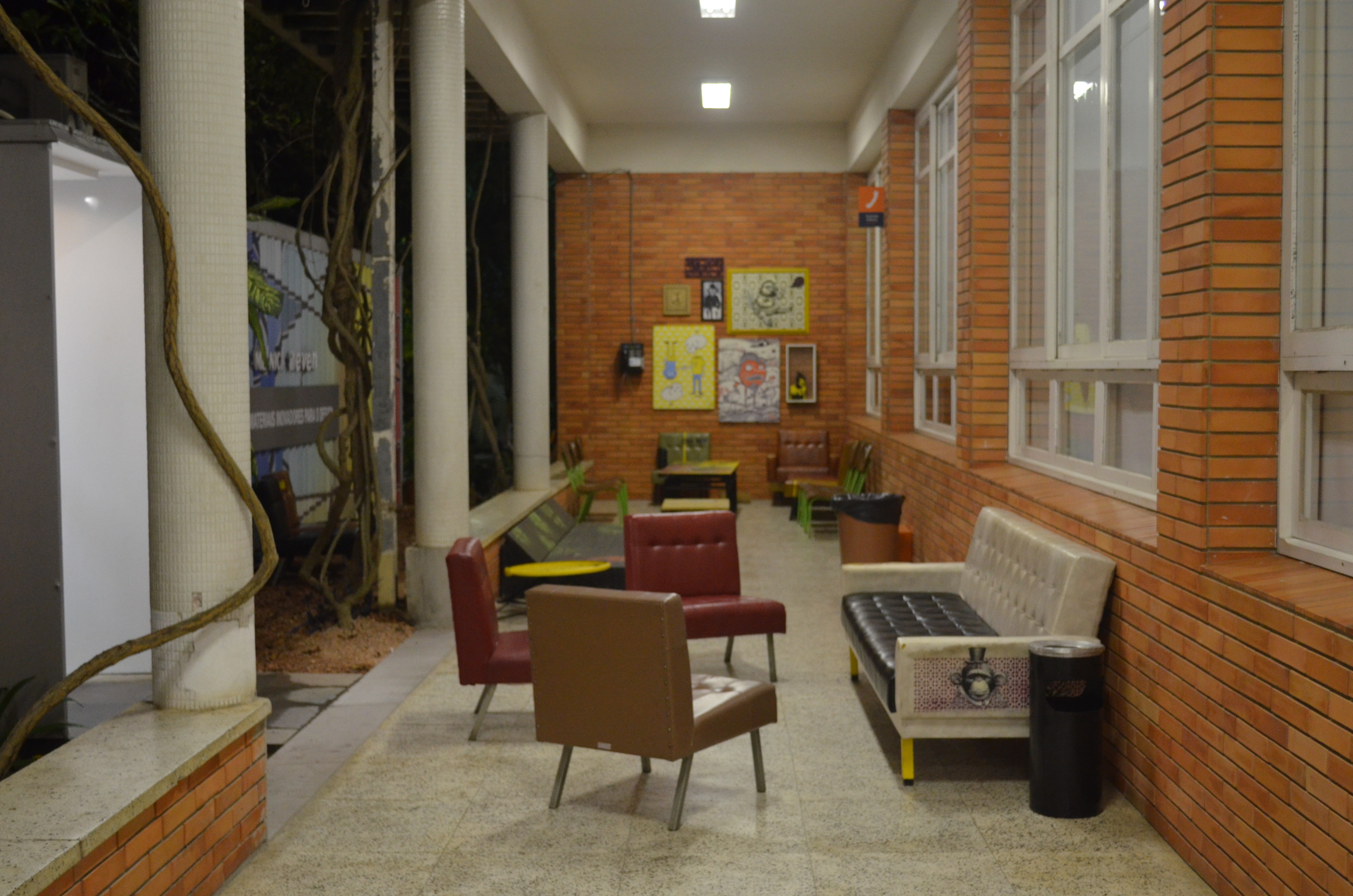
Hall de entrada

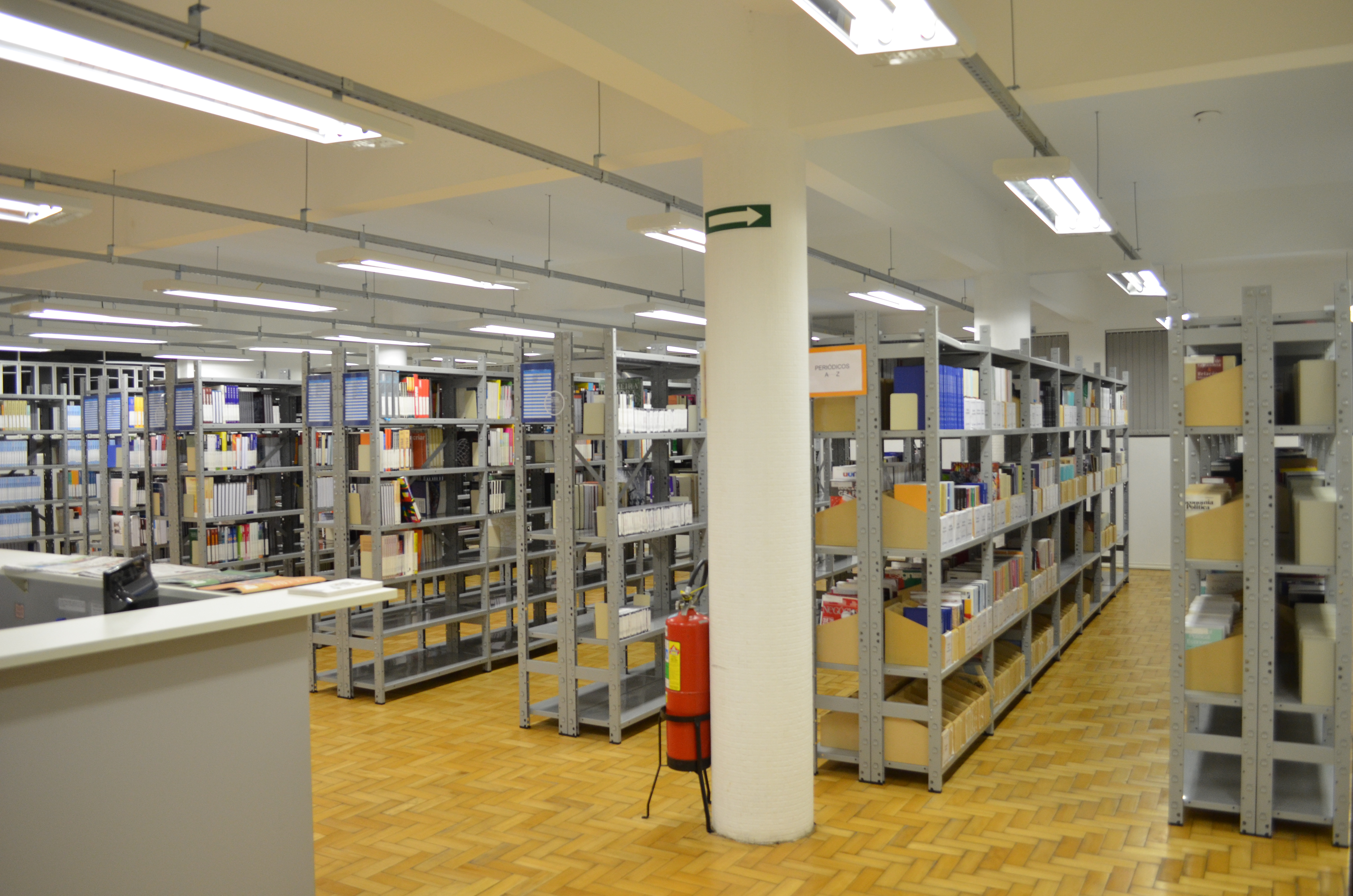
Biblioteca

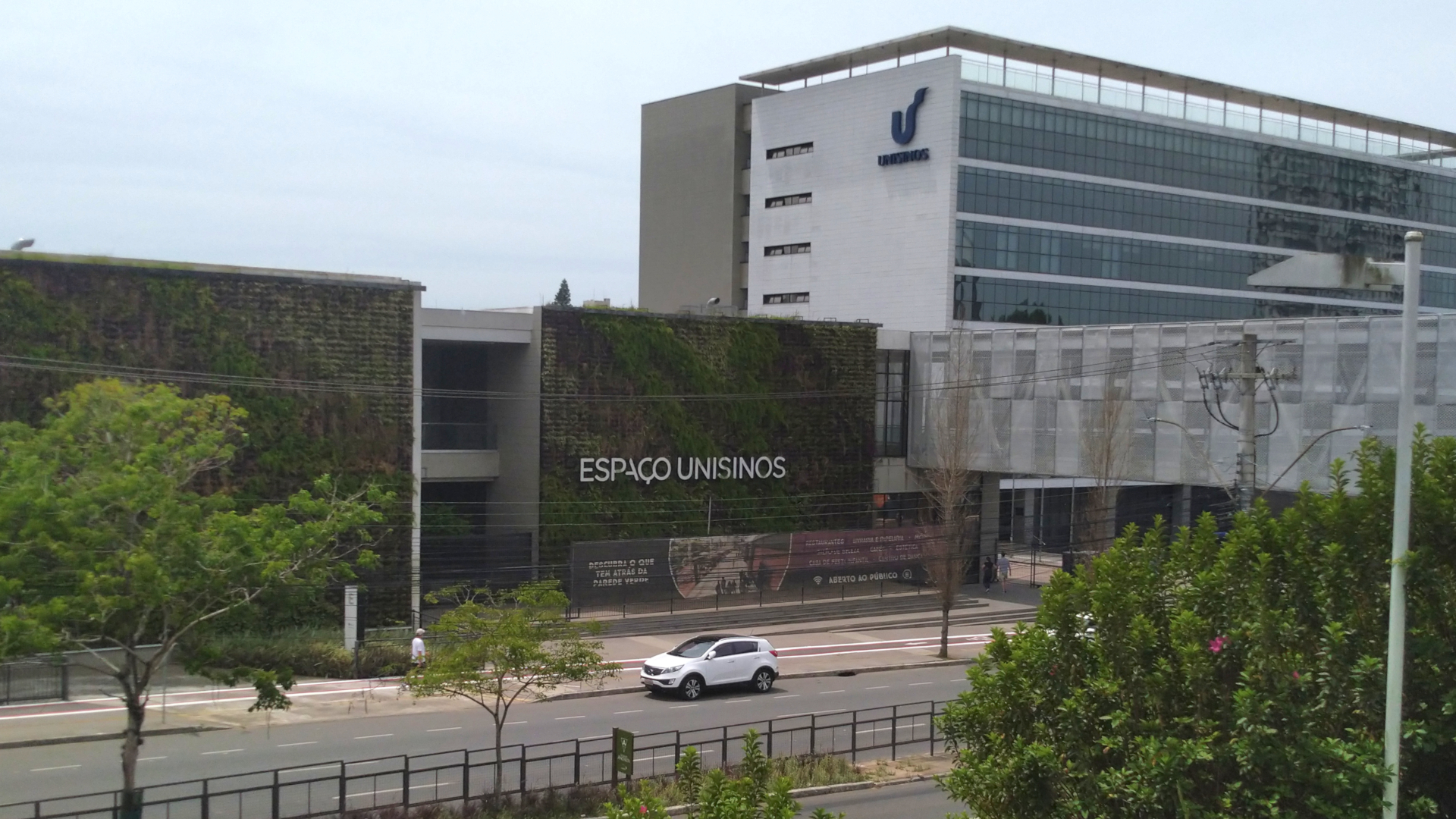
Fachada em 2022

O campus da Unisinos Porto Alegre está instalado junto ao Colégio Anchieta. Além de salas de aulas, laboratórios de informática, moda, protótipos e fotografia, o complexo conta também com biblioteca, estacionamento e espaço para alimentação. Em Porto Alegre são 25 cursos de graduação, 3 mestrados, 32 MBAs, MBEs e Pós-MBA, mais de 40 especializações e também cursos de formação profissional e idiomas. Além do campus principal a Unisinos conta com mais três endereços em Porto Alegre:
- Unidade CIEE, onde os cursos de MBA são realizados;
- Polo EAD (Educação à Distância) dentro do Campus;
- Três Figueiras, onde ficam os laboratórios de ensino da Escola Superior de Saúde Unisinos - Mãe de Deus Center;
- Hospital Mãe de Deus, onde ocorre especializações na área de saúde.

## Campus São Leopoldo
Distante 25 minutos do Campus Porto Alegre, situado na cidade de São Leopoldo, no estado do Rio Grande do Sul, é o principal da Unisinos. O Campus possui cerca de 90 hectares e 142km² de área preservada para ecologia, é a maior universidade em área do Estado. Atualmente possui 31 mil alunos matriculados em cursos de graduação, pós-graduação, especializações e MBAs.

## Cronologia
- 7/2010 - Publicação da autorização do MEC para a criação do campus Unisinos Porto Alegre;
- 9/2010 - Anúncio de lançamento do Projeto Rede Jesuíta com as comunidades da Unisinos e do Colégio Anchieta em Porto Alegre;
- 10/2010 - Anúncio de lançamento do Campus Unisinos Porto Alegre na imprensa;
- 11/2010 - Primeiro vestibular do Campus Unisinos  Porto Alegre;
- 2/2011 - Reabertura das novas instalações do Campus Unisinos Porto Alegre. Início das aulas no campus da capital nos cursos de Administração - Gestão para Inovação e Liderança (diurno), Design (diurno), Moda (noturno) e mais 4 cursos de graduação tecnológica: Análise e Desenvolvimento de Sistemas (noturno), Jogos Digitais (noturno), Segurança da Informação( noturno)o e Design de Produto (noturno);
- 8/2011 - Enfermagem (noturno), Nutrição (noturno);
- 2/2012 - Jornalismo (noturno), Relações Internacionais (diurno);
- 8/2012 - Administração de Empresas (noturno).

## Graduação
A Unisinos Porto Alegre oferece a seus alunos 25 cursos de graduação.

## Corpo Docente
| Cursos                                           | Número de Professores |
| ------------------------------------------------ | --------------------- |
| Administração                                    | 11                    |
| Administração - Gestão para Inovação e Liderança | 32                    |
| Análise e Desenvolvimento de Sistemas            | 18                    |
| Design                                           | 23                    |
| Design de Produto                                | 15                    |
| Enfermagem                                       | 28                    |
| Engenharia de Produção                           | 5                     |
| Jogos Digitais                                   | 15                    |
| Jornalismo                                       | 19                    |
| Moda                                             | 25                    |
| Nutrição                                         | 35                    |
| Psicologia                                       | 43                    |
| Relações Internacionais                          | 19                    |
| Segurança da Informação                          | 9                     |